# Саливан (Индијана)
Саливан (енгл. Sullivan) град је у америчкој савезној држави Индијана.

## Демографија
По попису из 2010. године број становника је 4.249, што је 368 (-8,0%) становника мање него 2000. године.
| Група             | 2000.         | 2010.         |
| Белци             | 4.495 (97,4%) | 4.117 (96,9%) |
| Афроамериканци    | 23 (0,5%)     | 5 (0,1%)      |
| Азијати           | 11 (0,2%)     | 8 (0,2%)      |
| Хиспаноамериканци | 38 (0,8%)     | 61 (1,4%)     |
| Укупно            | 4.617         | 4.249         |